# A'arab Zaraq - Lucid Dreaming
A'Arab Zaraq - Lucid Dreaming is het zesde album van de Zweedse symfonische metalband Therion. Het is het vervolg op Theli, en bevat daarmee ook enkele nummers die ten tijde van Theli geschreven zijn. Ook bevat het enkele covers, en de soundtrack die Christofer Johnsson, de bandleider, voor de kunstfilm The Golden Embrace geschreven had. Het album is in 1997 uitgegeven door Nuclear Blast.

## Tracklist
1. In Rememberance
2. Black Fairy
3. Fly To The Rainbow
4. Children Of The Damned
5. Under Jolly Roger
6. Symphony Of The Dead
7. Here Comes The Tears
8. Enter Transcendental Sleep
9. The Quiet Desert
10. Down The Qliphotic Tunnel
11. Up To Netzach / Floating Back
12. The Golden Embrace Soundtrack